# Kāterina Mataira
Dame Kāterina Te Heikōkō Mataira, née le 13 novembre 1932 et morte le 16 juillet 2011, est une militante de la langue maorie, éducatrice, intellectuelle, artiste et écrivaine néo-zélandaise. Ses efforts pour faire revivre la langue maorie ont conduit au développement du réseau des écoles d'immersion en maori, les Kura Kaupapa Māori.

## Biographie
Kāterina Mataira naît en 1932 dans la baie de Tokomaru, sur la côte est de l'île du Nord de la Nouvelle-Zélande. Elle fait partie de la tribu (iwi) Ngāti Porou. Kāterina Mataira a neuf enfants avec son mari, Junior Te Ratu Karepa Mataira. Elle étudie pour devenir professeure d'art et éducatrice. Elle se forme ensuite au Ardmore Teachers College puis enseigne au Northland College, où l'un de ses étudiants est l'artiste Selwyn Muru; elle le convainc d'aller étudier à Admore.
Kāterina Mataira vit plusieurs années sur différentes îles du Pacifique. Elle travaille à Fidji de 1973 à 1975, notamment à l'Université du Pacifique Sud. Elle s'implique dans la formation des enseignants et aussi dans l'étude de la fabrication de tissus de tapa. De là, elle va à Rarotonga où a lieu une renaissance du tapa. Kāterina Mataira a également dirigé des programmes d'art à Samoa, à Nauru et aux îles Gilbert.
Kāterina Mataira et une amie, sa collègue enseignante Ngoi Pēwhairangi, ont cofondé le programme Te Ataarangi pour enseigner et revitaliser la langue maorie.  Kāterina Mataira est intriguée par la Silent Way, une méthode d'enseignement des langues créée par Caleb Gattegno, et adapte la méthode pour enseigner le maori. Ses efforts lui ont valu le surnom de « mère » des Kura Kaupapa Māori, selon le professeur et homme politique maori Pita Sharples. Elle est également l'autrice de livres d'images et de romans pour enfants en maori.
Kāterina Mataira est une membre fondatrice de la Commission de la langue maorie en 1987. 

## Honneurs et récompenses
En 1979, Mataira reçoit une bourse Choysa pour les écrivains pour enfants. Avec cela, elle réalise quatre livres d'images de légendes maories. 
En 1996, l'Université de Waikato lui décerne un doctorat honorifique. 
À l'occasion des célébrations de l'anniversaire de la reine Elizabeth II en 1998, Mataira est nommée Compagnonne de l'Ordre du mérite néo-zélandais, pour ses services envers la langue maorie. Un mois avant sa mort, elle est promue Dame Compagnonne de l'Ordre du mérite néo-zélandais, également pour son œuvre pour la langue maorie, lors des honneurs de l'anniversaire de la reine en 2011 . 
En 2001, elle reçoit le prix Te Tohu Tiketike / Exemplary Award des prix Te Waka Toi de Creative New Zealand,.
En 2007, Mataira  reçoit le prix Betty Gilderdale. 
En 2009, l'UNESCO lui décerne le prix Linguapax, « une distinction internationale qui reconnaît la préservation et la promotion des langues maternelles en tant que vecteurs essentiels de l'identité et de l'expression culturelle ». 
En 2017, Mataira est sélectionnée comme l'une des « 150 femmes en 150 mots » de la Société royale de Nouvelle-Zélande, célébrant les contributions des femmes au savoir en Nouvelle-Zélande. 

## Livres
- Te Atea (1975)[6]
- Makorea (2000). Ahuru Press (roman historique en trois tomes)[6].
- Makorea (2002)[6]
- Rehua (2006)[6]
- Livres d'images en maori pour enfants - Maui and the Big Fish, Marama Taniweto et Nga Mokonui a Rangi[6]

## Mort
Kāterina Mataira meurt le 16 juillet 2011, à Hamilton, à l'âge de 78 ans. Elle laisse après elle ses neuf enfants, 50 petits-enfants, arrière-petits-enfants et un arrière-arrière-petit-enfant.  Ses funérailles maories (tangi) ont lieu au Ohinewaiapu Marae à Rangitukia. 